# Hyperoedesipus plumosus
Hyperoedesipus plumosus is een pissebed uit de familie Hypsimetopidae. De wetenschappelijke naam van de soort is voor het eerst geldig gepubliceerd in 1923 door Nicholls & Milner.